# 利斯莱
利斯莱（法語：Lislet）是法国皮卡第大区埃纳省的一个市镇，属于拉昂区塞尔河畔罗祖瓦县。该市镇2009年时的人口为225人。

## 人口
利斯莱人口变化图示
| 数据来源：INSEE |